# Torneio de Roland Garros de 2001
O Torneio de Roland Garros de 2001 foi um torneio de tênis disputado nas quadras de saibro do Stade Roland Garros, em Paris, na França, entre 28 de maio e 10 de junho. Corresponde à 34ª edição da era aberta e à 100ª de todos os tempos.

## Finais

### Profissional
| Categoria | Evento    | Campeã(s)(o/ões)                       | Vice-campeã(s)(o/ões)          | Resultado           | Chave(s)  | Chave(s)       |
| --------- | --------- | -------------------------------------- | ------------------------------ | ------------------- | --------- | -------------- |
| Simples   | Masculino | Gustavo Kuerten                        | Alex Corretja                  | 36–7, 7–5, 6–2, 6–0 | principal | qualificatório |
| Simples   | Feminino  | Jennifer Capriati                      | Kim Clijsters                  | 1–6, 6–4, 12–10     | principal | qualificatório |
| Duplas    | Masculino | Mahesh Bhupathi Leander Paes           | Petr Pála Pavel Vízner         | 7–6, 6–3            | principal | principal      |
| Duplas    | Feminino  | Virginia Ruano Pascual Paola Suárez    | Jelena Dokić Conchita Martínez | 6–2, 6–1            | principal | principal      |
| Duplas    | Misto     | Virginia Ruano Pascual Tomás Carbonell | Paola Suárez Jaime Oncins      | 7–5, 6–3            | principal | principal      |

### Juvenil
| Categoria | Evento    | Campeã(s)(o/ões)                 | Vice-campeã(s)(o/ões)           | Resultado     | Chave(s)  | Chave(s)       |
| --------- | --------- | -------------------------------- | ------------------------------- | ------------- | --------- | -------------- |
| Simples   | Masculino | Carlos Cuadrado                  | Brian Dabul                     | 6–1, 6–0      | principal | qualificatório |
| Simples   | Feminino  | Kaia Kanepi                      | Svetlana Kuznetsova             | 6–3, 1–6, 6–2 | principal | qualificatório |
| Duplas    | Masculino | Alejandro Falla Carlos Salamanca | Markus Bayer Philipp Petzschner | 3–6, 7–5, 6–4 | principal | principal      |
| Duplas    | Feminino  | Petra Cetkovská Renata Voráčová  | Neyssa Etienne Annette Kolb     | 6–3, 3–6, 6–3 | principal | principal      |